# 퀴즈 정글
퀴즈 정글은 2001년 5월 1일부터 2001년 11월 4일까지 한국방송공사에서 방송되었던 퀴즈 프로그램이며 첫 회부터 화요일 저녁 6시 30분에 편성되었으나 2001년 8월 5일부터 일요일 아침 8시 40분으로 이동했는데 영국 BBC <더 위키스트 링크>를 모방했다는 의혹이 제기되어 따끔한 눈초리를 샀고 결국 2001년 가을개편으로 막을 내렸으며 MC 이홍렬은 SBS와의 계약이 남아 있었지만 SBS 측에서 양해를 해 줬다.

## 기획 의도
퀴즈 파일럿 프로그램 중 하나였다. 우열을 가릴 수 없어 두개가 제작되었다. 

## 방송 시간
| 방송 채널 | 방송 기간                         | 방송 시간                              |
| --------- | --------------------------------- | -------------------------------------- |
| KBS 2TV   | 2001년 5월 1일 ~ 2001년 7월 10일  | 매주 화요일 저녁 06:30 ~ 07:30 (1시간) |
| KBS 2TV   | 2001년 7월 22일 ~ 2001년 11월 4일 | 매주 일요일 아침 08:40 ~ 09:40 (1시간) |

## 진행자
- 이홍렬

## 참고 사항
- 첫 회(2001년 5월 6일)부터 일요일 오전 8시 40분에 편성됐다가 2001년 7월부터 해당 프로그램과 시간대를 맞바꿔 화요일 오후 6시 30분에 방영된 KBS 2TV 대발견 세상에 이런 법이의 메인 MC 김미화는 이 프로그램이 일요일 오전 8시 40분에 방영될 당시 경쟁했던 프로그램 중의 하나인 KBS 1TV 체험 삶의 현장 전 진행자[3]였다.